# ク・ミンジョン
ク・ミンジョン（ハングル: 구민정、具珉正、1973年8月25日 - ）は、韓国の女子バレーボール選手。全羅北道出身。ポジションはウイングスパイカー。元韓国代表。

## 来歴
1995年、韓国代表に選出され、2000年シドニーオリンピック、2004年アテネオリンピックに出場。長年韓国のエースとして活躍した。アテネオリンピックの際には主将を務めた。
細身の体からは想像できない強打と巧みなフェイントを得意とした。
アテネオリンピック終了後、現役を引退した。

## 球歴
- オリンピック - 2000年（8位）、2004年（5位）
- 世界選手権 - 1998年（9位）、2002年（6位）
- ワールドカップ - 1995年（5位）、1999年（4位）
- ワールドグランプリ - 1995年、1996年、1997年、1998年、1999年、2000年、2001年、2004年
- アジア選手権 - 1995年、1997年、1999年、2001年（準優勝）

## 所属クラブ
- 現代建設グリーンフォックス